# Zatsepinia rittichae
Zatsepinia rittichae är en ringmaskart som beskrevs av Jirkov 1986. Zatsepinia rittichae ingår i släktet Zatsepinia och familjen Ampharetidae. Arten har ej påträffats i Sverige. Inga underarter finns listade i Catalogue of Life.